# Tribunal pour enfants

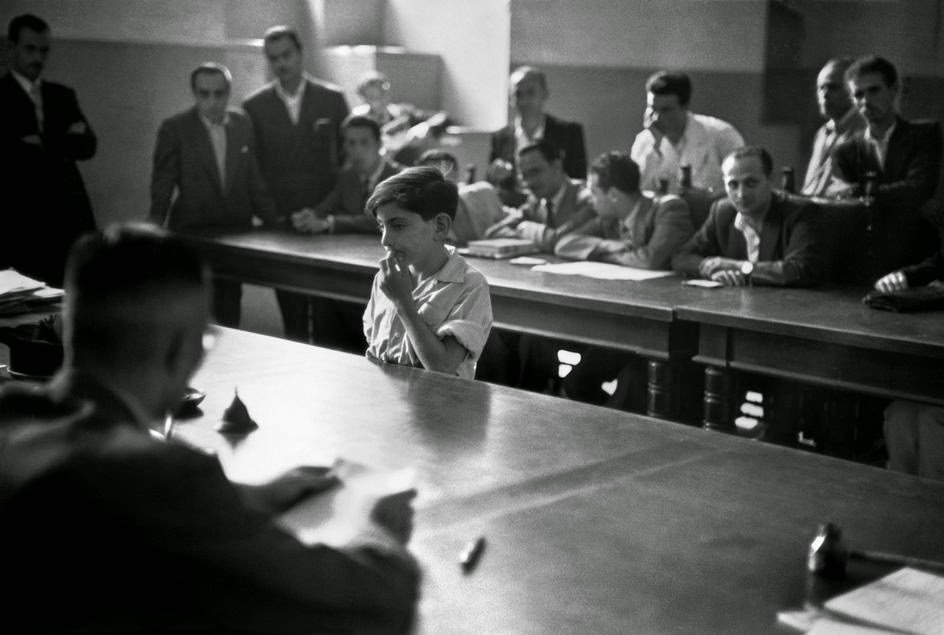
Naples 1948. Garçon devant le tribunal du tribunal pour enfants de la maison de correction Albergo dei Poveri. Des prostituées, des vagabonds et des voleurs y étaient également envoyés par le tribunal pour enfants de Naples et enseignaient la broderie par des religieuses catholiques. La surpopulation et la misère ont aggravé le problème de la délinquance juvénile, qui s’est aggravé dans la plupart des pays en raison de la guerre et des conséquences des mauvaises conditions de vie.

Le tribunal pour enfants est un tribunal en général chargé de juger les mineurs. Ses tâches et compétences varient selon les juridications.

## Québec (Canada)
En droit québécois, il n'existe aucun tribunal nommé « Tribunal pour enfants ». Toutefois, la Cour du Québec possède une « Chambre de la jeunesse ». D'après le site web du gouvernement québécois, la Chambre de la jeunesse peut entendre les demandes suivantes : 

« *les demandes relatives à la sécurité ou au développement des jeunes de moins de 18 ans;
- les demandes en matière d’adoption;
- les demandes concernant des jeunes de 12 à 18 ans accusés d’infractions au Code criminel et à certaines lois fédérales;
- les demandes en matière pénale concernant des jeunes de 14 à 18 ans accusés d’infractions aux lois ou aux règlements municipaux et provinciaux;
- les demandes concernant la garde d'un enfant, lorsque la Cour est déjà saisie d'une demande en matière d'adoption ou de protection de la jeunesse;
- les demandes concernant l'exercice de l'autorité parentale, lorsque la Cour est déjà saisie d'une demande en matière d’adoption ou de protection de la jeunesse. »